# Liste der Kulturdenkmale in Dürrhennersdorf

Wappen von Dürrhennersdorf

In der Liste der Kulturdenkmale in Dürrhennersdorf  sind sämtliche Kulturdenkmale der sächsischen Gemeinde Dürrhennersdorf verzeichnet, die bis September 2017 vom Landesamt für Denkmalpflege Sachsen erfasst wurden (ohne archäologische Kulturdenkmale). Die Anmerkungen sind zu beachten.
Diese Liste ist eine Teilliste der Liste der Kulturdenkmale im Landkreis Görlitz.

## Liste der Kulturdenkmale in Dürrhennersdorf
| Bild                                    | Bezeichnung | Lage                                       | Datierung                                        | Beschreibung | ID       |
| --------------------------------------- | --- | ------------------------------------------ | ------------------------------------------------ | --- | -------- |
| Direkt Bild zu diesem Denkmal hochladen | Sachgesamtheitsbestandteil der Eisenbahnstrecke Löbau–Zittau in Dürrhennersdorf                                                                     | (Karte)                                    | 1846-1878 (Eisenbahnanlage)                      | Sachgesamtheitsbestandteil der Sachgesamtheit Eisenbahn Löbau–Zittau, Abschnitt im Ortsteil Dürrhennersdorf (ohne Einzeldenkmale) (Sachgesamtheit ID-Nr. 08992544) – technikgeschichtlich und verkehrsgeschichtlich von Bedeutung. | 09306375 |
| Direkt Bild zu diesem Denkmal hochladen | Wohnhaus mit integriertem Wirtschaftsteil | Alte Seite 14 (Karte)                      | Nach 1778                                        | Obergeschoss Fachwerk, weitgehend in Konstruktion und Aussehen erhalten, ursprünglicher Bestandteil der Neuschönberger Siedlung, baugeschichtlich von Bedeutung, Erdgeschoss massiv, Obergeschoss-Fenster in originaler Größe, Fachwerk verschiefert, schiefergedecktes Satteldach | 08961200 |
| Direkt Bild zu diesem Denkmal hochladen | Wohnstallhaus (Umgebinde) | Am Bahnhof 6 (Karte)                       | 2. Hälfte 18. Jahrhundert                        | Obergeschoss Fachwerk verschiefert, baugeschichtlich und sozialgeschichtlich von Bedeutung, Umgebinde links 3/3 Joche, Blockstube und Ständer verschalt, Obergeschoss-Fenster in originaler Größe, Satteldach schiefergedeckt | 08961184 |
| Direkt Bild zu diesem Denkmal hochladen | Wohnstallhaus (Umgebinde) mit integriertem Wirtschaftsteil                                                                                          | Am Mühlgraben 1 (Karte)                    | Um 1850                                          | Obergeschoss Fachwerk verbrettert, integrativer Bestandteil der Auenbebauung, baugeschichtlich von Bedeutung, Umgebinde links 3/3 Joche, Fenster mit verzierter Bekleidung und Winterfenster, Obergeschoss-Fenster in originaler Größe ohne Sprossen, Satteldach schiefergedeckt, Eingangszone verändert, altes Türblatt | 08961169 |
| Direkt Bild zu diesem Denkmal hochladen | Wohnstallhaus | Am Mühlgraben 2 (Karte)                    | 18. Jahrhundert                                  | Obergeschoss Fachwerk, integrativer Bestandteil der Auenbebauung, baugeschichtlich und sozialgeschichtlich von Bedeutung, Erdgeschoss massiv, Obergeschoss-Fenster in originaler Größe, Fachwerk zweifarbig verschiefert, Stallteil umgebaut, Satteldach mit Biberschwanzdeckung und Aufschiebling, schlechter Zustand, 2010 vom Bürgermeister Gubsch als Ruine bezeichnet | 08961170 |
| Direkt Bild zu diesem Denkmal hochladen | Wohnstallhaus mit integriertem Wirtschaftsteil | Am Mühlgraben 3 (Karte)                    | 1. Hälfte 19. Jahrhundert                        | Obergeschoss Fachwerk verbrettert, integrativer Bestandteil der Auenbebauung, baugeschichtlich von Bedeutung, Erdgeschoss massiv, Obergeschoss-Fenster in originaler Größe, Satteldach mit Biberschwanzdeckung, Giebel verbrettert, eine Giebelseite ausgemauert | 08961171 |
| Direkt Bild zu diesem Denkmal hochladen | Wohnhaus | Am Mühlgraben 9 (Karte)                    | 1. Hälfte 19. Jahrhundert                        | Obergeschoss Fachwerk, integrativer Bestandteil der Auenbebauung, baugeschichtlich von Bedeutung, Erdgeschoss massiv, verändert, Obergeschoss-Fenster in originaler Größe, Fachwerk zweifarbig verschiefert, steiles Krüppelwalmdach schiefergedeckt, eine Giebelseite mit unüblicher Tür, Granitgewände und altes Türblatt (Ende 19. Jahrhundert) | 08961172 |
| Direkt Bild zu diesem Denkmal hochladen | Wohnhaus (Umgebinde) mit integriertem Wirtschaftsteil                                                                                               | An der Alten Schmiede 1 (Karte)            | Um 1820                                          | Integrativer Bestandteil der Auenbebauung, baugeschichtlich und sozialgeschichtlich von Bedeutung, Obergeschoss Fachwerk (verbrettert), eine Giebelseite verschiefert, Erdgeschoss massiv, Obergeschoss-Fenster in originaler Größe (bis auf eine Giebelseite), Satteldach mit Aufschiebling, über Anbau zum Frackdach erweitert, Türblätter aus den 1920er Jahren, ein weiterer Eingang an Giebelseite, bis 2010 unter Hausnummer 1 und 2 in der Denkmalliste, laut ALK-Daten nur Hausnummer 1 | 08961165 |
| Direkt Bild zu diesem Denkmal hochladen | Wohnstallhaus (Umgebinde) | An der Alten Schmiede 5 (Karte)            | Um 1800                                          | Obergeschoss Fachwerk, integrativer Bestandteil der Auenbebauung, baugeschichtlich und sozialgeschichtlich von Bedeutung, Umgebinde links 3/3/3 Joche, Blockstube und Ständer verbrettert, Stallteil umgebaut, Obergeschoss Sichtfachwerk, eine Giebelseite zweifarbig verschiefert, die andere verbrettert, Obergeschoss-Fenster in originaler Größe, Satteldach mit Biberschwanzdeckung, eine Giebelseite durch Anbau verdeckt, Eingangszone verändert | 08961166 |
| Direkt Bild zu diesem Denkmal hochladen | Wohnstallhaus (Umgebinde), ohne Anbau | Aueweg 3 (Karte)                           | 18. Jahrhundert                                  | Obergeschoss Fachwerk, integrativer Bestandteil der Auenbebauung, baugeschichtlich und sozialgeschichtlich von Bedeutung, Umgebinde 3/3/2 Joche, Blockstube und Ständer verschalt, Obergeschoss Fachwerk verbrettert, Obergeschoss-Fenster in originaler Größe, schiefergedecktes Satteldach | 08961208 |
| Direkt Bild zu diesem Denkmal hochladen | Wohnstallhaus mit integriertem Wirtschaftsteil, ohne Anbau                                                                                          | Aueweg 8 (Karte)                           | Vor 1793                                         | Obergeschoss Fachwerk, integrativer Bestandteil der Auenbebauung, baugeschichtlich von Bedeutung, Erdgeschoss massiv, Obergeschoss und Giebel Fachwerk, zweifarbig verschiefert, Obergeschoss-Fenster in originaler Größe, Satteldach schiefergedeckt | 08961206 |
| Direkt Bild zu diesem Denkmal hochladen | Wohnhaus (Umgebinde) mit integriertem Wirtschaftsteil                                                                                               | Aueweg 11 (Karte)                          | 18. Jahrhundert                                  | Obergeschoss Fachwerk, alter Baukörper, auenbildprägend, baugeschichtlich und sozialgeschichtlich von Bedeutung, Umgebinde links zweieinhalb Joche, Eckständer und Giebelseite verputzt, Obergeschoss Fachwerk verbrettert, Obergeschoss-Fenster in originaler Größe, Krüppelwalmdach, Wirtschaftsteil Holzkonstruktion, Giebelseite verbrettert | 08961205 |
| Direkt Bild zu diesem Denkmal hochladen | Wohnhaus | Bahnhofstraße 1 (Karte)                    | 1. Hälfte 19. Jahrhundert                        | Obergeschoss Fachwerk, trotz Veränderungen alte Konstruktion an den bildprägenden Seiten erhalten, baugeschichtlich von Bedeutung, Erdgeschoss massiv ausgemauert, Obergeschoss zum Teil Fachwerk, verbrettert, eine Traufseite ausgemauert, Giebel- und Rückseite Fachwerk, Satteldach mit Biberschwanzdeckung | 08961218 |
| Direkt Bild zu diesem Denkmal hochladen | Gedenkstein an die Ortsgründung | Hauptstraße (gegenüber der Kirche) (Karte) | 1956                                             | Findling mit Inschrift: „1306-1956“, ergänzt mit Eintrag „2006“. Daten Ortsjubiläen, ortsgeschichtlich von Bedeutung. | 08961154 |
| Weitere Bilder                          | Kirche mit Kirchhof, Grabmal (heute ohne Bezeichnung) für die Gutsherrschaft, ein weiteres Grabmal und Reste der alten Kirchhofsmauer mit Eingängen | Hauptstraße (Karte)                        | 1874/1875 (Kirche)                               | Kirche verputzter Bruchsteinbau mit polygonalem Chor, baugeschichtlich und ortsgeschichtlich von Bedeutung. Schlichte neuromanische Saalkirche, 1874/75 nach Plänen von Maurermeister Peschel aus Niedercunnersdorf, der Turm nach Plänen von Brandversicherungsoberinspektor Leuthold aus Bautzen errichtet, Restaurierung 1981–93. Verputzter Bruchsteinbau, der eingezogene Chor mit polygonalem Abschluss und Satteldach. Rundbogenfenster, an der Südseite zwischen zwei Strebepfeilern Reste eines Rundbogenportals. Fast vollständig eingezogener Westturm auf quadratischen Grundriss, Faltdach. Der flachgedeckte Saal schmucklos, großer Rundbogen zum halbkreisförmigen Chor. An der Nord- und Südseite zweigeschossige Emporen, die gesamte Raumhöhe einnehmend, an der Westseite Orgelempore. Die Pfeiler der Emporen mit stuckierten Kompositkapitellen. Die stoffimitierende Bemalung der unteren Chorwand bei der Restaurierung 1981–93 hinzugefügt. Neugotischer Altar, wohl wie die anderen Ausstattungsgegenstände Ende 19. Jahrhundert. In der Predella geschnitzte Weinranken, darüber zwei schlanke Säulen mit abschließenden Fialen, Spitzbogennische mit Wimperg und Kreuzblume, in der Nische Kruzifix. Einfache, neugotische Kanzel mit oktogonalem Korb auf schlankem, oktogonalem Pfeiler. Das polygonale Taufgestell mit glockenförmigem Deckel, der Fuß mit Palmenzweigen versehen. Orgel von Andreas Schuster, 1876. Kirche: verputzter Bruchsteinbau mit polygonalem Chor, Satteldach, Rundbogenfenster, innen an der Nord- und Süd-Seite Emporen, Schuster-Orgel von 1876, neugotischer Altar und Kanzel, Grabmal Karl August Reinhold Mrosky (1844–1915), Sandsteinsockel mit Säule und zwei Medaillons, oberer Abschluss Urne Grabmal für die Gutsherrschaft mit Stützmauer, acht Stufen und geschwungener Rückwand. Dieses wurde bis 2011 irrtümlich für ein Kriegergrab 1. Weltkrieg gehalten. | 08961157 |
| Direkt Bild zu diesem Denkmal hochladen | Wohnstallhaus | Hauptstraße 6 (Karte)                      | Um 1800                                          | Obergeschoss Fachwerk, in Konstruktion und Aussehen weitgehend erhalten, baugeschichtlich und straßenbildprägend von Bedeutung, Erdgeschoss massiv, Obergeschoss Sichtfachwerk, Giebelseite verschiefert, Obergeschoss-Fenster in originaler Größe, schiefergedecktes Satteldach | 08961177 |
| Direkt Bild zu diesem Denkmal hochladen | Wohnstallhaus eines Bauernhofes | Hauptstraße 8 (Karte)                      | 2. Hälfte 18. Jahrhundert                        | Obergeschoss Fachwerk, weitgehend ursprünglich erhaltene Konstruktion, baugeschichtlich und straßenbildprägend von Bedeutung, Erdgeschoss massiv, Obergeschoss Fachwerk verbrettert oder verschiefert, Giebelseite verschiefert, Obergeschoss-Fenster in originaler Größe, Krüppelwalmdach | 08961178 |
| Direkt Bild zu diesem Denkmal hochladen | Wohnstallhaus mit integriertem Wirtschaftsteil | Hauptstraße 13 (Karte)                     | 1. Hälfte 19. Jahrhundert                        | Obergeschoss Fachwerk, trotz Veränderungen im Erdgeschoss überwiegend im ursprünglichen ortsbildtypischen Aussehen erhalten, baugeschichtlich von Bedeutung, Erdgeschoss massiv ausgemauert, Obergeschoss Fachwerk verschiefert, Obergeschoss-Fenster in originaler Größe, Krüppelwalmdach mit Biberschwanzdeckung | 08961175 |
| Direkt Bild zu diesem Denkmal hochladen | Wohnstallhaus (Umgebinde) mit integriertem Wirtschaftsteil                                                                                          | Hauptstraße 15 (Karte)                     | Um 1900                                          | Eingeschossig mit Drempel, Beispiel der späten, standardisierten Umgebinde-Bauweise, baugeschichtlich von Bedeutung, Umgebinde rechts 3/3 Joche, Blockstube und Ständer verschalt, massiver Teil zum Teil umgebaut, große Schleppgaupe über Eingang, Satteldach | 08961181 |
| Direkt Bild zu diesem Denkmal hochladen | Wohnstallhaus (Umgebinde) über Hakengrundriss | Hauptstraße 19 (Karte)                     | 2. Hälfte 19. Jahrhundert                        | Obergeschoss Fachwerk, straßenbildprägendes Zeugnis der späteren Holzbauweise, baugeschichtlich von Bedeutung, Umgebinde rechts 3/5 Joche, Blockstube und Ständer verschalt, Obergeschoss Fachwerk zum Teil verbrettert, Obergeschoss-Fenster in originaler Größe, schiefergedecktes Krüppelwalmdach mit drei Dachhäuschen, zwei alte Blitzableiter, Giebelseite im Muster verschiefert, Haken Sichtfachwerk | 08961176 |
| Direkt Bild zu diesem Denkmal hochladen | Wohnhaus (Umgebinde) | Hauptstraße 21 (Karte)                     | Um 1900                                          | Eingeschossig mit Drempel, spätes Beispiel der Umgebinde-Bauweise, baugeschichtlich und sozialgeschichtlich von Bedeutung, Umgebinde rechts 3/3 Joche, Blockstube und Ständer verschalt, Granittürstock und -gewände des Flurfensters, Drempel verputzt, schiefergedecktes Satteldach mit drei Dachhäuschen | 08961182 |
| Direkt Bild zu diesem Denkmal hochladen | Wohnhaus | Hauptstraße 22 (Karte)                     | 2. Hälfte 19. Jahrhundert                        | Obergeschoss Fachwerk, straßenbildprägendes Beispiel für die regionaltypische Holzbauweise, baugeschichtlich von Bedeutung, Erdgeschoss massiv, verputzt, Obergeschoss Fachwerk verbrettert, Obergeschoss-Fenster in originaler Größe, Satteldach schiefergedeckt, zwei alte Türblätter | 08961174 |
| Direkt Bild zu diesem Denkmal hochladen | Wohnstallhaus (Umgebinde) und Scheune eines Bauernhofes                                                                                             | Hauptstraße 24 (Karte)                     | Wohnstallhaus bezeichnet 1865, Kern älter        | In Struktur und Aussehen weitestgehend original erhalten, baugeschichtlich und wirtschaftsgeschichtlich von Bedeutung. Wohnstallhaus: Umgebinde links 3/3/2 Joche, Blockstube und Ständer verschalt, Obergeschoss Fachwerk verschiefert, Obergeschoss-Fenster in originaler Größe, schiefergedecktes Krüppelwalmdach mit Hecht. Scheune: zum Teil Holzkonstruktion, schiefergedecktes Krüppelwalmdach. | 08961173 |
| Direkt Bild zu diesem Denkmal hochladen | Wohnhaus | Hauptstraße 33 (Karte)                     | Um 1800                                          | Obergeschoss Fachwerk, trotz Umbauten in seiner ursprünglichen Konstruktion weitestgehend erhalten, baugeschichtlich von Bedeutung, Erdgeschoss massiv, Obergeschoss Fachwerk verschiefert, Obergeschoss-Fenster in originaler Größe, Satteldach, verändert, zwei große Garageneinbauten | 08961164 |
| Direkt Bild zu diesem Denkmal hochladen | Wohnhaus (Umgebinde) | Hauptstraße 45 (Karte)                     | 1. Hälfte 19. Jahrhundert                        | Ehemalige Schmiede, trotz Veränderungen im massiven Bereich überwiegend im ursprünglichen, ortsbildtypischen Aussehen erhalten, baugeschichtlich von Bedeutung, Umgebinde rechts 3/4 Joche, Blockstube und Ständer verschalt, Obergeschoss und Giebelseite Fachwerk, verbrettert, Fenster in originaler Größe, Krüppelwalmdach mit Biberschwanzdeckung, zwei alte Blitzableiter, massiver Teil umgebaut | 08961161 |
| Direkt Bild zu diesem Denkmal hochladen | Kretscham; Gasthof | Hauptstraße 47 (Karte)                     | Um 1880                                          | Langer zweigeschossiger Bau mit Walmdach, im Ostteil Saal, ortsgeschichtlich von Bedeutung. Über den Logiszimmern Drempel, Saal mit aufwendig gestalteten Fenstergewänden, Erdgeschoss zum Teil durch Ladeneinbauten verändert. | 08961155 |
| Direkt Bild zu diesem Denkmal hochladen | Spritzenhaus mit Inschrifttafel | Hauptstraße 47 (bei) (Karte)               | 1903                                             | Klinkerbau mit zwei Toren, baugeschichtlich und technikgeschichtlich bedeutsam | 09303944 |
| Direkt Bild zu diesem Denkmal hochladen | Wohnhaus (Umgebinde), Seitengebäude und Einfriedung eines Dreiseithofes                                                                             | Hauptstraße 50 (Karte)                     | Um 1900                                          | Straßenbildprägendes Beispiel der späten Umgebindebauweise unter Verwendung neuer Baustoffe, baugeschichtlich und wirtschaftsgeschichtlich von Bedeutung. Umgebinde rechts 2/2 Joche, Blockstube und Ständer verschalt, Ständer profiliert, Fenster mit verzierter Bekleidung, im Obergeschoss Holzerker, massiver Teil aus gelbem Klinker mit roten Fensterrahmungen und Gesims, aufwendig gestaltete Tür aus der Erbauungszeit, Krüppelwalmdach schiefergedeckt mit breitem Dachhaus, Dachüberstand unter Einflüssen des Schweizerstils, alle Fenster (bis auf die der Blockstube) original erhalten (Sprossen, Farbglas), ein Giebel verschiefert, der andere Sichtfachwerk, Oberlaube als Verbindungsgang auf verzierten Eisenstützen. Seitengebäude: roter Klinkerbau, mit Drempel, Satteldach, drei alte Blitzableiter. Einfriedung nur zum Teil erhalten. Weiteres Seitengebäude durch große Fenstereinbrüche zu stark verändert. | 08961163 |
| Direkt Bild zu diesem Denkmal hochladen | Schule mit davor liegender Haustein-Bogenbrücke | Hauptstraße 53 (Karte)                     | Um 1840                                          | Ortsgeschichtlich und straßenbildprägend von Bedeutung. Zweigeschossiger massiver Bau mit profiliertem Granittürstock und Granitgewände der Fenster, Krüppelwalmdach. | 08961153 |
| Direkt Bild zu diesem Denkmal hochladen | Wohnhaus (Umgebinde) | Hauptstraße 54 (Karte)                     | 1. Hälfte 19. Jahrhundert                        | Eingeschossig, einfaches Beispiel der regionaltypischen Holzbauweise, baugeschichtlich und sozialgeschichtlich von Bedeutung, Umgebinde links 2/3 Joche, Blockstube und Ständer verschalt, Fenster in originaler Größe, Satteldach mit drei Dachhäuschen und Aufschieblingen, massiver Teil umgebaut | 08961162 |
| Direkt Bild zu diesem Denkmal hochladen | Wohnhaus (Umgebinde) und Steindeckerbrücke | Hauptstraße 57 (Karte)                     | Um 1820                                          | Wohnhaus Obergeschoss Fachwerk, straßenbildprägender Teil der Auenbebauung, baugeschichtlich von Bedeutung, Umgebinde rechts 3/3/2 Joche, Blockstube und Ständer verschalt, Obergeschoss und Giebel Fachwerk, zweifarbig verschiefert, Fenster in originaler Größe, mit verzierter Bekleidung und Winterfenster, Krüppelwalmdach mit Biberschwanzdeckung und drei Fledermausgaupen, entstellende Haustür | 08961160 |
| Weitere Bilder                          | Wohn- und Wirtschaftsgebäude, Seitengebäude mit Kumthalle und Reste der Einfriedungsmauer eines Rittergutes                                         | Hauptstraße 58, 60 (Karte)                 | Mitte 19. Jahrhundert                            | Nordöstliches Seitengebäude mit Kumthalle, Krüppelwalmdach und Fledermausgaupen, südwestliches langgestrecktes Wirtschaftsgebäude mit Krüppelwalmdach und Fledermausgaupen, baugeschichtlich und ortsgeschichtlich von Bedeutung. Wirtschaftsgebäude: langgestrecktes, massives, doppelstöckiges Gebäude mit Krüppelwalmdach. Kumthalle: Arkaden zum Teil zugemauert, drei Granitpfeiler noch sichtbar, Krüppelwalmdach mit Biberschwanzdeckung, vier Fledermausgaupen und großes Zwerchhaus. | 08961156 |
| Direkt Bild zu diesem Denkmal hochladen | Wohnhaus (Umgebinde) mit integriertem Wirtschaftsteil                                                                                               | Hauptstraße 64 (Karte)                     | 18. Jahrhundert                                  | Eingeschossig, in der Konstruktion erhaltenes Beispiel der regionalen Holzbauweise, baugeschichtlich und sozialgeschichtlich von Bedeutung, Umgebinde links 2/2 Joche, Blockstube und Ständer verschalt, eine Giebelseite verbrettert, steiles schiefergedecktes Satteldach mit drei Dachhäuschen | 08961196 |
| Direkt Bild zu diesem Denkmal hochladen | Wohnhaus (Umgebinde) | Hauptstraße 70 (Karte)                     | 18. Jahrhundert                                  | Obergeschoss Fachwerk verbrettert, in der Konstruktion weitgehend ursprünglich erhalten, baugeschichtlich von Bedeutung, Umgebinde links 3/3 Joche, Blockstube und Ständer verschalt, massiver Teil umgebaut, Obergeschoss-Fenster in originaler Größe, Satteldach mit Biberschwanzdeckung und drei Dachhäuschen, eine Giebelseite zweifarbig verschiefert | 08961192 |
| Direkt Bild zu diesem Denkmal hochladen | Wohnhaus (Umgebinde) | Hauptstraße 72 (Karte)                     | 1. Hälfte 19. Jahrhundert, womöglich älter       | Obergeschoss Fachwerk, straßenbildprägendes Beispiel der regionaltypischen Holzbauweise, baugeschichtlich von Bedeutung, Umgebinde links 3/3 Joche, Blockstube und Ständer verschalt, Obergeschoss Sichtfachwerk, ausgemauert, Giebelseite verschiefert, Obergeschoss-Fenster in originaler Größe, Krüppelwalmdach mit Biberschwanzdeckung und drei Dachhäuschen | 08961191 |
| Direkt Bild zu diesem Denkmal hochladen | Wohnstallhaus (Umgebinde) | Hauptstraße 75 (Karte)                     | 1. Hälfte 19. Jahrhundert                        | Obergeschoss Fachwerk, in Konstruktion und Aussehen weitgehend original erhalten, baugeschichtlich und straßenbildprägend von Bedeutung, Umgebinde rechts 3/3 Joche, Blockstube und Ständer verschalt, Obergeschoss Fachwerk verbrettert, Giebelseite zweifarbig verschiefert, Winterfenster, Obergeschoss-Fenster in originaler Größe, zum Teil mit Winterfenstern, schiefergedecktes Satteldach, zwei alte Blitzableiter | 08961210 |
| Direkt Bild zu diesem Denkmal hochladen | Wohnstallhaus | Hauptstraße 80 (Karte)                     | Bezeichnet mit 1804 (Türstock)                   | Obergeschoss Fachwerk, baugeschichtlich von Bedeutung, Erdgeschoss massiv, Obergeschoss Sichtfachwerk, Obergeschoss-Fenster in originaler Größe, eine Giebelseite ausgemauert, die andere verbrettert, schiefergedecktes Satteldach | 08961209 |
| Direkt Bild zu diesem Denkmal hochladen | Wohnstallhaus mit Scheune auf Hakengrundriss | Hauptstraße 83 (Karte)                     | Um 1800                                          | Wohnstallhaus Obergeschoss Fachwerk, baugeschichtlich von Bedeutung, auenbildprägend, Erdgeschoss massiv, Obergeschoss Fachwerk verschiefert, Obergeschoss-Fenster in originaler Größe, Satteldach, Scheunenteil Holzkonstruktion, verbrettert | 08961213 |
| Direkt Bild zu diesem Denkmal hochladen | Wohnstallhaus mit integrierter Scheune (und mit Oberlaube)                                                                                          | Hauptstraße 86 (Karte)                     | 18. Jahrhundert                                  | Obergeschoss Fachwerk, baugeschichtlich und hausgeschichtlich von Bedeutung, Erdgeschoss massiv, ehemaliges Umgebindehaus, um 1900 verputzt und Türblatt, Obergeschoss Fachwerk verbrettert, Obergeschoss-Fenster in originaler Größe, Giebel verschiefert, Scheunenteil Holzkonstruktion, verbrettert, Satteldach mit Aufschieblingen, Schleppdach über Oberlaube und Scheunenteil | 08961211 |
| Direkt Bild zu diesem Denkmal hochladen | Wohnhaus | Hauptstraße 89 (Karte)                     | Ende 19. Jahrhundert                             | Putzbau mit sparsamer Gliederung, baugeschichtlich von Bedeutung, Drempel, Zwerchhaus, Dachüberstand, schiefergedecktes Satteldach mit zwei Dachhäuschen | 08961203 |
| Direkt Bild zu diesem Denkmal hochladen | Wohnhaus (Umgebinde) | Hauptstraße 90 (Karte)                     | Um 1850                                          | Eingeschossig, Zeugnis der regionaltypischen Holzbauweise, baugeschichtlich von Bedeutung, Umgebinde links 2/3 Joche, Blockstube und Ständer verschalt, Eingang und Zwerchhaus aus Klinker später eingebaut, schiefergedecktes Krüppelwalmdach, zwei Dachhäuschen, Zierfachwerk, Giebel zweifarbig verschiefert | 08961212 |
| Direkt Bild zu diesem Denkmal hochladen | Wohnstallhaus (ohne Anbau) und Scheune eines Dreiseithofes                                                                                          | Hauptstraße 91 (Karte)                     | 18. Jahrhundert                                  | Wohnstallhaus Obergeschoss Fachwerk verschiefert, in der Konstruktion erhaltener alter Baukörper, baugeschichtlich und wirtschaftsgeschichtlich von Bedeutung. Wohnstallhaus: Erdgeschoss massiv, Obergeschoss Fachwerk, verbrettert, Giebel verschiefert, Obergeschoss-Fenster in originaler Größe, Satteldach schiefergedeckt. Scheune: Holzkonstruktion, verbrettert, Satteldach, Hoftor mit Türdurchgang. | 08961202 |
| Direkt Bild zu diesem Denkmal hochladen | Wohnhaus | Hauptstraße 94 (Karte)                     | 2. Hälfte 19. Jahrhundert, Kern älter            | Obergeschoss Fachwerk, spätes Beispiel der Holzbauweise, baugeschichtlich von Bedeutung. Erdgeschoss massiv, altes Türblatt, Obergeschoss Fachwerk verbrettert, Obergeschoss-Fenster in originaler Größe, mit verzierter Bekleidung, Krüppelwalmdach mit Biberschwanzdeckung, Giebelseite mit Muster verschiefert. Einstiger Wohnsitz eines Kantors, siehe Ortschronik. | 08961214 |
| Direkt Bild zu diesem Denkmal hochladen | Wohnhaus mit integrierter Scheune und Handschwengelpumpe                                                                                            | Hauptstraße 100 (Karte)                    | 18. Jahrhundert                                  | Hanglage, bemerkenswerter Fachwerk-Scheunenteil, baugeschichtlich von Bedeutung, ehemaliges Umgebinde ausgemauert, Freitreppe, Türgewände, Giebel verschiefert, Satteldach mit Biberschwanzdeckung | 08961215 |
| Direkt Bild zu diesem Denkmal hochladen | Straßenbrücke über die Eisenbahn | Lärchenbergweg (Karte)                     | 1872                                             | Baugeschichtlich und technikgeschichtlich von Bedeutung | 08961194 |
| Direkt Bild zu diesem Denkmal hochladen | Wohnstallhaus, Scheune und Handschwengelpumpe eines Bauernhofes                                                                                     | Lärchenbergweg 1 (Karte)                   | Um 1800, womöglich älter                         | Wohnstallhaus Obergeschoss Fachwerk, baugeschichtlich und wirtschaftsgeschichtlich von Bedeutung. Wohnstallhaus: ehemaliges Umgebindehaus, Erdgeschoss massiv ausgebaut, Obergeschoss Fachwerk, zum Teil verbrettert, Obergeschoss-Fenster in originaler Größe, Satteldach mit Biberschwanzdeckung. Scheune: Holzkonstruktion, verbrettert, Satteldach mit Biberschwanzdeckung. | 08961193 |
| Direkt Bild zu diesem Denkmal hochladen | Pfarrhaus | Lärchenbergweg 2 (Karte)                   | 2. Hälfte 19. Jahrhundert                        | Massiver Putzbau, ortsgeschichtlich von Bedeutung, zweigeschossiger Bau, Granittürstock, von Gurtgesims und Brüstungsfeldern gegliedert, schiefergedecktes Krüppelwalmdach, gesproßte Fenster in originaler Größe | 08961195 |
| Direkt Bild zu diesem Denkmal hochladen | Wohnstallhaus (mit Oberlaube) | Lärchenbergweg 4 (Karte)                   | 18. Jahrhundert, bezeichnet mit 1826             | Obergeschoss Fachwerk, durch dominante Oberlaube im Ortskontext singulär, baugeschichtlich und hausgeschichtlich von Bedeutung, Erdgeschoss massiv, zum Teil verändert, Obergeschoss Fachwerk verschalt, im Obergeschoss größere Fenster, Krüppelwalmdach | 08961207 |
| Direkt Bild zu diesem Denkmal hochladen | Wohnhaus mit integriertem Wirtschaftsteil und Handschwengelpumpe                                                                                    | Neuschönberger Straße 2a (Karte)           | 1. Hälfte 19. Jahrhundert, womöglich etwas älter | Obergeschoss Fachwerk, in Aussehen und Konstruktion erhalten, baugeschichtlich von Bedeutung, Erdgeschoss massiv, Wirtschaftsteil verändert, Obergeschoss Fachwerk verbrettert, Obergeschoss-Fenster in originaler Größe, mit verzierter Bekleidung, Krüppelwalmdach mit Biberschwanzdeckung, bis August 2010 unter Hausnummer 2 in der Denkmalliste, laut ALK-Daten Hausnummer 2a | 08961201 |
| Direkt Bild zu diesem Denkmal hochladen | Wohnhaus | Neuschönberger Straße 3 (Karte)            | 1. Hälfte 19. Jahrhundert                        | Obergeschoss Fachwerk, in Konstruktion und Aussehen weitgehend ursprünglich erhalten, baugeschichtlich von Bedeutung, Erdgeschoss massiv, Obergeschoss FAchwerk, mit Muster verschiefert, Obergeschoss-Fenster in originaler Größe, schiefergedecktes Satteldach | 08961198 |
| Direkt Bild zu diesem Denkmal hochladen | Wohnhaus (Umgebinde) | Neuschönberger Straße 8 (Karte)            | Bezeichnet mit 1876 (Türgewände)                 | Obergeschoss Fachwerk, trotz Umbau im massiven Teil eines der wenigen, im ursprünglichen Aussehen erhaltenen Beispiele der späten Holzbauweise in der Siedlung, baugeschichtlich von Bedeutung, Umgebinde links 3/4 Joche, Blockstube und Ständer verschalt, Obergeschoss Fachwerk verbrettert, Obergeschoss-Fenster in originaler Größe mit verzierter Bekleidung, schiefergedecktes Krüppelwalmdach mit Hecht und einem Blitzableiter, massiver Teil durch Schaufenstereinbau verändert | 08961199 |
| Direkt Bild zu diesem Denkmal hochladen | Gaststätte Wilhelmshöhe; Wohnhaus (Umgebinde) | Neuschönberger Straße 22 (Karte)           | 2. Hälfte 19. Jahrhundert                        | Obergeschoss Fachwerk, Beispiel der späten Holzbauweise, baugeschichtlich von Bedeutung, Umgebinde rechts 3/3/3 Joche, Blockstube und Ständer verschalt, Obergeschoss Fachwerk verschiefert, Obergeschoss-Fenster in originaler Größe, Satteldach mit Biberschwanzdeckung | 08961197 |
| Direkt Bild zu diesem Denkmal hochladen | Wohnhaus und Seitengebäude | Schulweg 4 (Karte)                         | Um 1850                                          | Wohnhaus Obergeschoss Fachwerk, baugeschichtlich und ortsbildprägend von Bedeutung, Erdgeschoss massiv ausgebaut, ehemaliges Umgebindehaus, Obergeschoss Fachwerk zum Teil verbrettert, Obergeschoss-Fenster in originaler Größe, eine Giebelseite verschiefert, die andere Fachwerk ausgemauert, Krüppelwalmdach, Wirtschaftsgebäude: Holzkonstruktion, verbrettert, Satteldach mit Biberschwanzdeckung | 08961185 |
| Direkt Bild zu diesem Denkmal hochladen | Wohnhaus | Schulweg 5 (Karte)                         | 2. Hälfte 18. Jahrhundert                        | Obergeschoss Fachwerk, baugeschichtlich und straßenbildprägend von Bedeutung, Erdgeschoss massiv, Obergeschoss Fachwerk zweifarbig verschiefert, Obergeschoss-Fenster in originaler Größe, eine Giebelseite verschiefert, Satteldach mit Biberschwanzdeckung, rückwärtig zum Frackdach erweitert | 08961187 |
| Direkt Bild zu diesem Denkmal hochladen | Wohnhaus mit integriertem Wirtschaftsteil | Schulweg 7 (Karte)                         | 1. Hälfte 19. Jahrhundert                        | Obergeschoss Fachwerk, baugeschichtlich von Bedeutung, Erdgeschoss massiv, Obergeschoss und Giebel Fachwerk verschiefert, Obergeschoss-Fenster leicht vergrößert, schiefergedecktes Satteldach | 08961188 |
| Direkt Bild zu diesem Denkmal hochladen | Oskar-Schwär-Schule | Schulweg 8 (Karte)                         | 1927/1928                                        | Baugeschichtlich und ortsgeschichtlich von Bedeutung, in Hanglage an ortsbildprägender Stelle, zweigeschossig, spitzbogige Eingangshalle mit Relief (Lehrer vor Schüler), Walmdach mit Hechtgaupe, Biberschwanzdeckung | 08961186 |
| Direkt Bild zu diesem Denkmal hochladen | Wohnhaus | Schulweg 10 (Karte)                        | Um 1850                                          | Obergeschoss Fachwerk, weitgehend im originalen Aussehen erhalten, baugeschichtlich von Bedeutung, bildprägend durch exponierte Lage, Erdgeschoss massiv, Obergeschoss Fachwerk verschiefert, Obergeschoss-Fenster in originaler Größe, Krüppelwalmdach mit Biberschwanzdeckung | 08961216 |
| Direkt Bild zu diesem Denkmal hochladen | Wohnhaus (Umgebinde) | Schulweg 18 (Karte)                        | 1850er Jahre (Auskunft)                          | Obergeschoss Fachwerk, in Konstruktion und Aussehen weitgehend ursprünglich erhalten, baugeschichtlich von Bedeutung, Umgebinde links 3/3 Joche, Blockstube und Ständer verschalt, Obergeschoss Fachwerk verbrettert, Giebelseite verschiefert, Fenster mit verzierter Bekleidung, Obergeschoss-Fenster in originaler Größe, Krüppelwalmdach mit Biberschwanzdeckung und Fledermausgaupen, Granittürstock | 08961189 |
| Direkt Bild zu diesem Denkmal hochladen | Wohnstallhaus (mit Oberlaube) | Schulweg 20 (Karte)                        | 18. Jahrhundert                                  | Obergeschoss Fachwerk, baugeschichtlich und hausgeschichtlich von Bedeutung, Erdgeschoss massiv ausgebaut, Obergeschoss Sichtfachwerk, Obergeschoss-Fenster in originaler Größe, Giebelseite verschiefert, Krüppelwalmdach schiefergedeckt | 08961190 |
| Direkt Bild zu diesem Denkmal hochladen | Wohnhaus (Umgebinde), ohne Anbau | Straße des Friedens 3 (Karte)              | 1900                                             | Eingeschossiges Doppelstubenhaus mit Drempel, spätes Zeugnis der regionaltypischen Holzbauweise, baugeschichtlich von Bedeutung, Umgebinde links 3/3, rechts 3/2 Joche, Blockstube und Ständer verschalt, Fenster mit verzierter Fensterbekleidung, Eingang und Zwerchhaus aus Klinker, Satteldach mit zwei Dachhäuschen, zwei Blitzableiter, Dachüberstand, störendes modernes Türblatt, Einflüsse des Schweizerstils | 08961168 |
| Direkt Bild zu diesem Denkmal hochladen | Wohnhaus, ohne Anbau | Straße des Friedens 7 (Karte)              | 1. Hälfte 19. Jahrhundert                        | Obergeschoss Fachwerk, baugeschichtlich von Bedeutung, Erdgeschoss massiv, Obergeschoss und Giebel Fachwerk verschiefert, Obergeschoss-Fenster in originaler Größe, zum Teil mit Winterfenster, Giebelseite mit Muster verschiefert (Kelch), schiefergedecktes Satteldach mit Aufschieblingen, zwei alte Blitzableiter | 08961183 |

## Streichungen von der Denkmalliste
| Bild                                    | Bezeichnung                                                            | Lage                           | Datierung                                                            | Beschreibung | ID       |
| --------------------------------------- | ---------------------------------------------------------------------- | ------------------------------ | -------------------------------------------------------------------- | --- | -------- |
| Direkt Bild zu diesem Denkmal hochladen | Weidegut; Wohnstallhaus, Seitengebäude und Scheune eines Dreiseithofes | Am Weidegut 4 (Karte)          | 2. Hälfte 19. Jahrhundert (Wohnstallhaus); 18. Jahrhundert (Scheune) | Baugeschichtlich, ortsgeschichtlich und ortsbildprägend von Bedeutung; nach 2014 von der Denkmalliste gestrichen                                   | 08961204 |
| Direkt Bild zu diesem Denkmal hochladen | Straßenbrücke                                                          | Höllengrundweg (Karte)         | 19. Jahrhundert                                                      | Bogenbrücke aus Bruchstein, baugeschichtlich von Bedeutung; nach 2014 von der Denkmalliste gestrichen                                              | 08962599 |
| Direkt Bild zu diesem Denkmal hochladen | Wohnhaus mit integriertem Wirtschaftsteil                              | Straße des Friedens 10 (Karte) | 18. Jahrhundert                                                      | Obergeschoss Fachwerk, in der Konstruktion weitgehend original erhalten, baugeschichtlich von Bedeutung; nach 2014 von der Denkmalliste gestrichen | 08961167 |

## Tabellenlegende
- Bild: Bild des Kulturdenkmals, ggf. zusätzlich mit einem Link zu weiteren Fotos des Kulturdenkmals im Medienarchiv Wikimedia Commons. Wenn man auf das Kamerasymbol klickt, können Fotos zu Kulturdenkmalen aus dieser Liste hochgeladen werden:
- Bezeichnung: Denkmalgeschützte Objekte und ggf. Bauwerksname des Kulturdenkmals
- Lage: Straßenname und Hausnummer oder Flurstücknummer des Kulturdenkmals. Die Grundsortierung der Liste erfolgt nach dieser Adresse. Der Link (Karte) führt zu verschiedenen Kartendiensten mit der Position des Kulturdenkmals. Fehlt dieser Link, wurden die Koordinaten noch nicht eingetragen. Sind diese bekannt, können sie über ein Tool mit einer Kartenansicht einfach nachgetragen werden. In dieser Kartenansicht sind Kulturdenkmale ohne Koordinaten mit einem roten bzw. orangen Marker dargestellt und können durch Verschieben auf die richtige Position in der Karte mit Koordinaten versehen werden. Kulturdenkmale ohne Bild sind an einem blauen bzw. roten Marker erkennbar.
- Datierung: Baubeginn, Fertigstellung, Datum der Erstnennung oder grobe zeitliche Einordnung entsprechend des Eintrags in der sächsischen Denkmaldatenbank
- Beschreibung: Kurzcharakteristik des Kulturdenkmals entsprechend des Eintrags in der sächsischen Denkmaldatenbank, ggf. ergänzt durch die dort nur selten veröffentlichten Erfassungstexte oder zusätzliche Informationen
- ID: Vom Landesamt für Denkmalpflege Sachsen vergebene, das Kulturdenkmal eindeutig identifizierende Objekt-Nummer. Der Link führt zum PDF-Denkmaldokument des Landesamtes für Denkmalpflege Sachsen. Bei ehemaligen Kulturdenkmalen können die Objektnummern unbekannt sein und deshalb fehlen bzw. die Links von aus der Datenbank entfernten Objektnummern ins Leere führen. Ein ggf. vorhandenes Icon  führt zu den Angaben des Kulturdenkmals bei Wikidata.